# Androceo

Partes de la flor.

En botánica, el androceo (del latín androecium, y este del griego ἀνήρ, ἀνδρός = 'varón' y οἰκίον = 'casa'), es el nombre que colectivamente reciben los estambres u órganos reproductivos masculinos de la flor. Un estambre está formado por una estructura generalmente alargada y fina llamada filamento, y en su extremo, por una parte ensanchada (fértil) conocida como antera. En el interior de la antera, precisamente en los microsporangios (sacos polínicos) tiene lugar la microsporogenesis y se producen los granos de polen (microgametofitos) que contienen a las células espermáticas o gametos masculinos. Los estambres y especialmente las anteras son órganos complejos de vida muy corta, que muestran una enorme diversidad.
El androceo presenta mucha variación. Los estambres individuales pueden estar separados unos de otros y de otras partes florales o estar fusionados con la corola, entre ellos o ambas cosas. En las leguminosas por ejemplo, los estambres están fusionados entre sí pero no con la corola. Algunas veces los estambres y el gineceo están fusionados y dan lugar a un mecanismo de polinización complicado, como en las familias Orquidáceas y Asclepiadáceas.

El androceo envuelve a su equivalente femenino, el gineceo (formado por los carpelos) y se encuentra en el interior del perianto (formado por los pétalos y sépalos). La única excepción es unos cuantos miembros de la familia Triuridaceae, en especial Lacandonia schismatica, especie en la cual el gineceo rodea al androceo.

## Características estructurales[4]

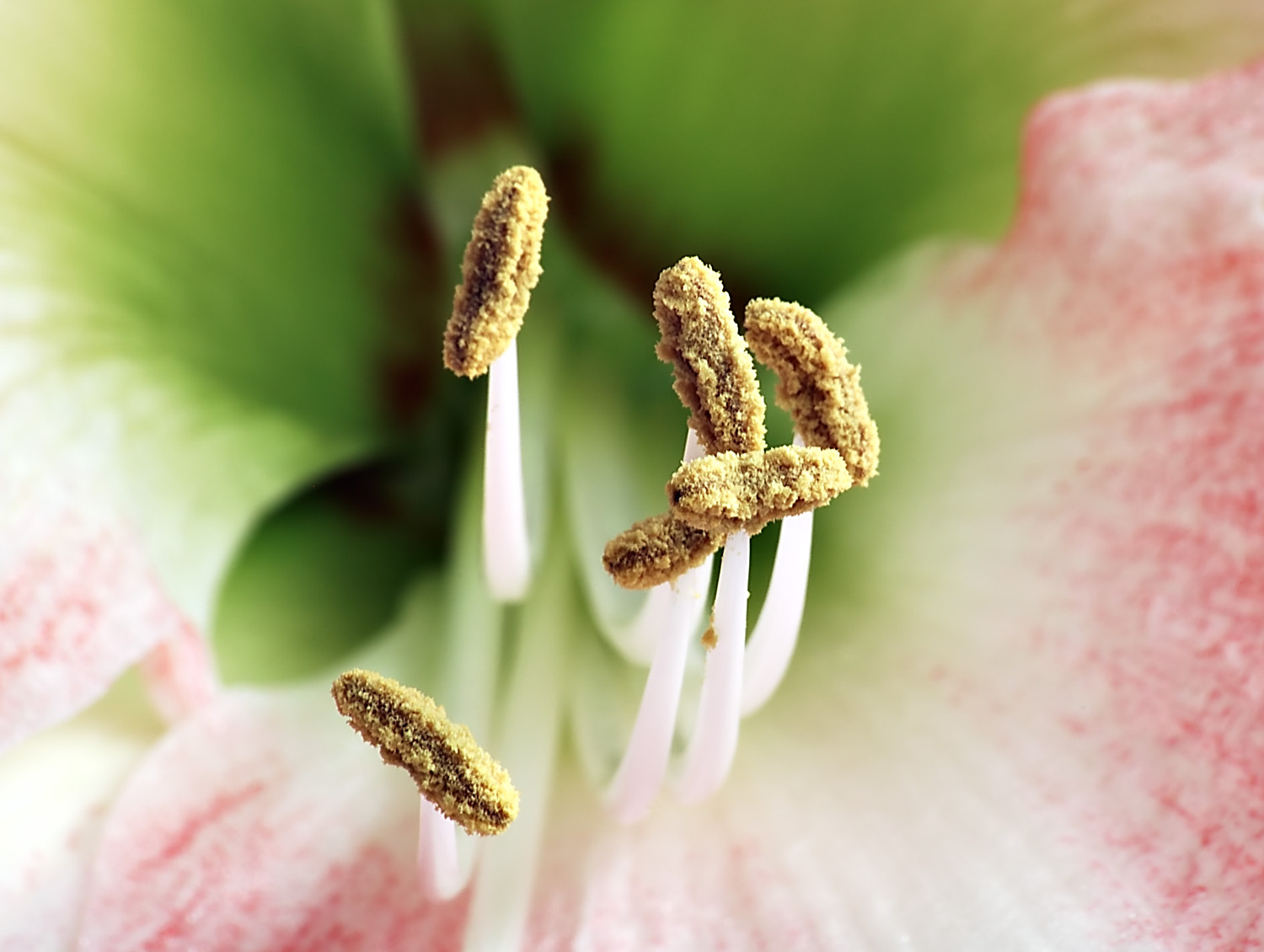
Flor de Hippeastrum, donde se distinguen claramente las anteras al final de cada estambre.

Los estambres están formados por un filamento que sostiene en el extremo superior a la antera que es el órgano portador del polen. El filamento puede estar ausente y la antera ser sésil. En un corte transversal puede observarse una antera típica formada por cuatro microsporangios, tejido conectivo y haz vascular; la antera presenta dos lóbulos o tecas (bilobular o diteca).  Cada lóbulo está formado por dos microsporangios, cuya dehiscencia depende del estonio. 
La dehiscencia puede correr a lo largo de cada par de microsporangios, cuyo septo se desintegra para permitir que el polen se libere. En algunas familias se presenta un solo lóbulo, siendo monotecas, como en 
Hibiscus (Malvaceae) y en otros casos se reduce a un microsporangio por lóbulo como en la lenteja de agua (Wolffia, Lemnaceae). Algunas veces la variación que existe dentro de la misma familia como Acanthaceae, que presenta anteras ditecas y monotecas.

## Tipos de androceo[4]
Las partes que constituyen a los estambres pueden variar de tamaño; también estar libres o parcialmente fusionados ocasionado diferente nomenclatura para el androceo.
Los tipos de androceo son:

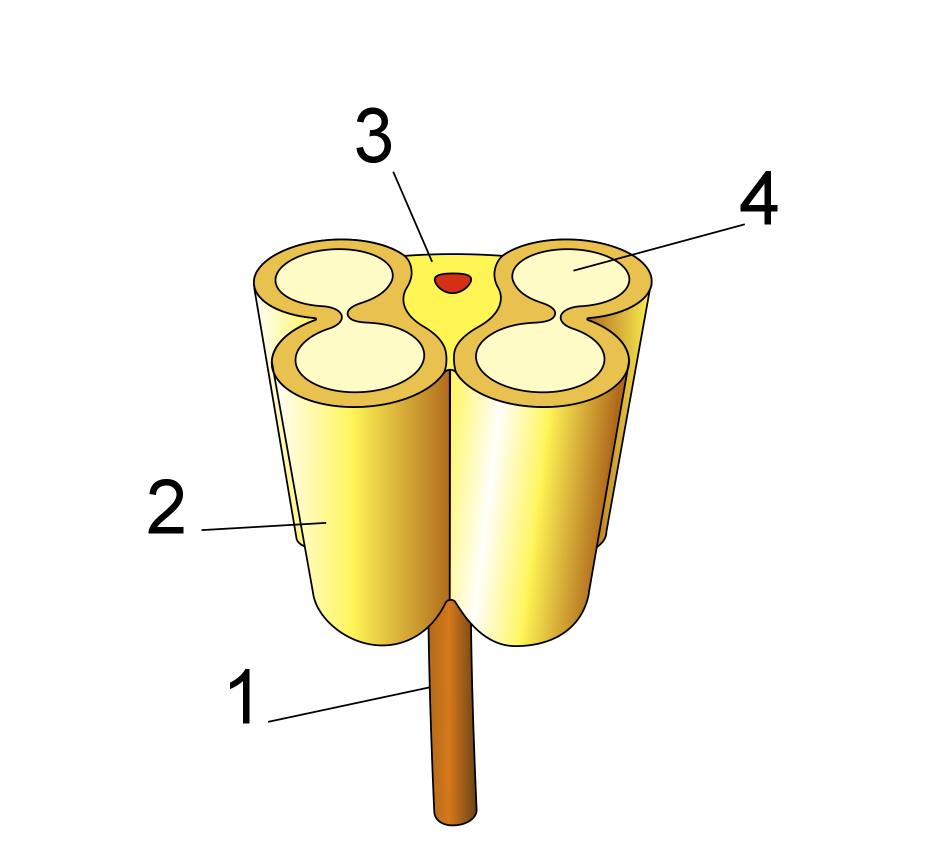
Diagrama de una antera en sección transversal. 1: Filamento; 2: Teca; 3: Conectivo (los vasos conductores en rojo); 4: Saco polínico (también llamado esporangio).

- Apostémonos: los estambres están libres entre sí.
- Diadelfos: los estambres están unidos por los filamentos formando dos conjuntos, uno con los estambre unido a uno libre.
- Dídimo: los estambres están arreglados en dos partes iguales.
- Didínamo: los estambres están dispuestos en dos pares iguales, generalmente en un par más corto que el otro.
- Fasciculado: los estambres se originan en un mismo punto.
- Ginostenio o ginandro: los estambres están unidos a los estilos.
- Monadelfos: con los estambres unidos por los filamentos del estilo formando un conjunto.
- Petalostémono: los estambres se hallan unidos por los filamentos a la corola y las anteras libres.
- Poliadelfo: los estambres aparecen unidos por los filamentos, formando tres o más conjuntos.
- Poliandro: los estambres se presentan en número indefinido y libres.
- Singenésico: los estambres están unidos por las anteras y los filamentos libres
- Tetradínamo: con los estambres formando dos conjuntos, uno con cuatro filamentos largos y el otro con dos conjuntos, cada uno con tres estambres.

## Posición, unión y dehiscencia de las anteras[4]
Entre las familias de angiospermas hay variación en cuanto a posición y unión de las anteras. La posición que guarda la antera en relación con el filamento puede ser de cuatro tipos
- Adnadas: las anteras están unidas a todo lo largo, también se llaman paralelas.
- Divergente: las anteras están posicionadas en ángulo agudo en relación con el filamento.
- Transversa: las anteras se presentan transversales.
- Oblicua: una teca es más baja que la otra.

La antera puede estar unida al filamento en dos puntos que determinan su denominación
- Basifija: cuando el filamento está unido a la base de la antera
- Dorsifija: cuando el filamento está unido a la antera por su lado dorsal en un punto y también se le llama versátil.

Según la posición y forma de la línea de dehiscencia de las anteras; estas pueden clasificarse bajo los siguientes criterios
- Introrsas: cuando las anteras abren hacia el interior de la flor.
- Extrorsas: cuando las anteras abren hacia el exterior de la flor.

En dependencia de la línea de dehiscencia pueden ser de cuatro tipos
- Longitudinal: la dehiscencia es a través de una línea a todo lo largo de la teca o lóbulo.
- poricida: la dehiscencia ocurre en el ápice de la antera.
- tranversa: la dehiscencia es a través de una línea transversal.
- Valvar: la dehiscencia es a través de poros cubiertos por tejido conectivo.